# 拜城县种羊场
拜城县种羊场，是中华人民共和国新疆维吾尔自治区阿克苏地区拜城县下辖的一个类似乡级单位。

## 行政区划
拜城县种羊场下辖以下地区：
乔格拉连村、吾如鲁克连村、开普台哈纳连村、琼阿尔帕村和阿克布隆村。